# Мангано, Сильвана
Сильва́на Ма́нгано (итал. Silvana Mangano, 21 апреля 1930 — 16 декабря 1989) — итальянская актриса, чья карьера началась в период неореализма.
Мангано училась на танцовщицу и служила моделью. В 1946 году выиграла конкурс красоты «Мисс Рим».

## Биография

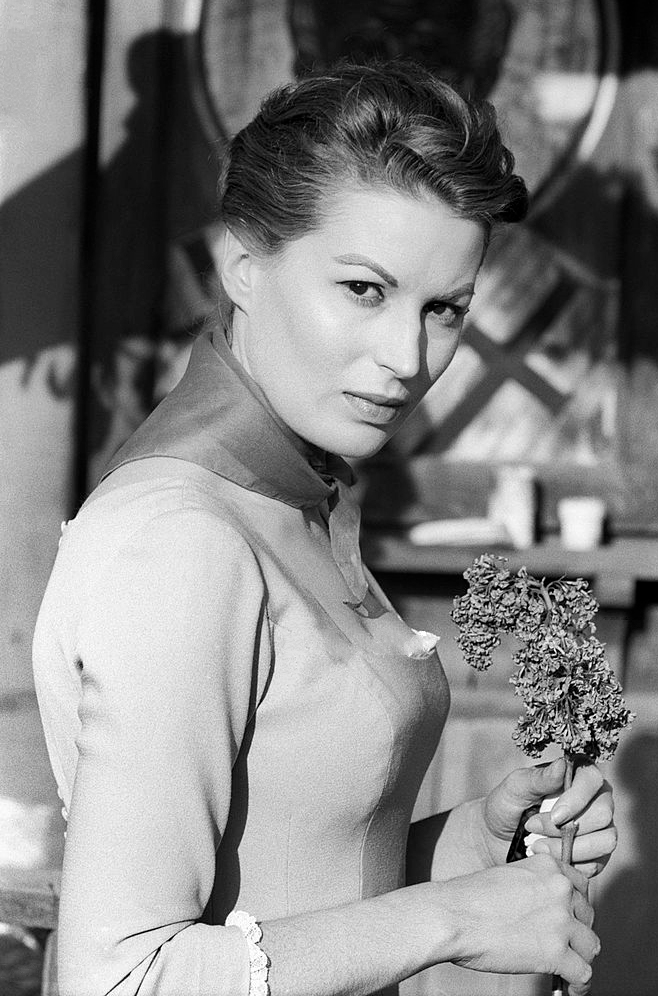
1958 год

Сильвана Мангано родилась в семье кондуктора и эмигрантки-англичанки. Выросла в период Второй мировой войны, служила танцовщицей и фотомоделью; в 1946 году вместе с Джиной Лоллобриджидой участвовала в конкурсе красоты. Именно тогда молодую и красивую женщину заметили, пригласили в кино и дали главную роль в фильме «Горький рис». Успех актрисы зависел от её мужа, продюсера Дино де Лаурентиса, с которым Сильвана обвенчалась в июле 1949 года, ставшего отцом её четырёх детей и продюсером многих картин с её участием.
Наиболее значительные роли Сильвана Мангано сыграла в фильмах Лукино Висконти и Пьера Паоло Пазолини, где раскрывался её драматический талант. У широкого зрителя большой успех имели такие фильмы, как «Золото Неаполя», «Очи чёрные». В 1987 году после окончания съёмок фильма «Очи чёрные» Сильвана ушла из кино.
16 декабря 1989 года Сильвана Мангано скончалась в Мадриде на 60 году жизни от рака лёгких. Дино де Лаурентис пережил свою супругу более чем на двадцать лет и умер в 2010 году.
В браке с Дино де Лаурентисом Мангано родила четырёх детей: Веронику, Рафаэллу, Франческу и Федерико.

## Фильмография
- 1945 — «Страшный суд» / «Le jugement dernier»
- 1946 — «Эликсир любви» / «L’elisir d’amore» — подруга Адина
- 1947 — «Преступление Джованни Эпископо» / «Il delitto di Giovanni Episcopo» — танцовщица
- 1948 — «Gli uomini sono nemici»
- 1949 — «Горький рис» / «Riso amaro» — Сильвана
- 1949 — «Волк с горы Сила» / «Il lupo della Sila» — Розария
- 1949 — «Чёрная магия» / «Black Magic»
- 1950 — «Il Brigante Musolino» — Мара
- 1951 — «Анна» / «Anna» — Анна
- 1953 — «Il più comico spettacolo del mondo»
- 1954 — «Mambo» — Джованна Масетти
- 1954 — «Золото Неаполя» / «L’Oro di Napoli» — Тереза
- 1955 — «Улисс» («Странствия Одиссея») / «Ulisse» — Цирцея, Пенелопа
- 1956 — «Люди и волки» / «Uomini e lupi»
- 1958 — «Буря» / «La Tempesta» — Маша Миронова (экранизация «Капитанской дочки» Пушкина)
- 1958 — «Этот жестокий век» / «This Angry Age» — Suzanne Dufresne
- 1959 — «Большая война» / «La grande guerra» — Константина
- 1960 — «Преступление» / «Crimen» — Марина
- 1960 — «Пять опозоренных женщин» — Jovanka
- 1961 — «Страшный суд» / «Il giudizio universale» — сеньора Маттиони
- 1961 — «Варавва» / «Barabbas» — Rachel
- 1963 — «Веронский процесс» / «Il processo di Verona» — Edda Ciano
- 1964 — «Моя жена» / «La mia signora»
  - эпизоды «L’uccellino», «L’automobile» — жена
  - эпизод «I miei cari» — Клара
  - эпизод «Eritrea» — Эритрея
  - эпизод «Лучана» — Лучана
- 1964 — «Летающая тарелка» / «Il disco volante» — Виттория, бедная вдова
- 1965 — «Я, я, я… и другие» / "Io, io, io… e gli altri — Сильвия
- 1967 — «Простите, вы за или против?» / «Scusi, lei è favorevole o contrario?» — Эмануэла
- 1967 — «Ведьмы» / «Le Streghe»
  - эпизод «La Strega Bruciata viva» — Глория
  - эпизод «La terra vista dalla luna» — Assurdina Caì
  - эпизод «La Siciliana» — Нунция
  - эпизод «Una sera come le altre» — Giovanna
- 1967 — «Царь Эдип» / «Edipo re» — Иокаста
- 1968 — «Каприз по-итальянски» / «Capriccio all’italiana»
  - эпизод «La Bambinaia»
  - эпизод «Perche'?»
  - эпизод «Viaggio di lavoro» — королева
- 1968 — «Теорема» / «Teorema» — Лючия, мать
- 1971 — «Scipione detto anche l’africano» — Эмилия
- 1971 — «Смерть в Венеции» / «Morte a Venezia» — мать Тадзио
- 1971 — «Декамерон» / «Il Decameron» — Мадонна
- 1972 — «D’amore si muore» — Елена
- 1972 — «Игра в карты по-научному» / «Lo scopone scientifico» — Антония
- 1972 — «Людвиг» / «Ludwig» — Козима фон Бюлов
- 1974 — «Семейный портрет в интерьере» / «Gruppo di famiglia in un interno» — маркиза Бьянка Брумонти
- 1984 — «Дюна» / «Dune» — преподобная мать Рамалло
- 1987 — «Очи чёрные» — Элиза, жена Романо